# Alcocer de Planes (kommunhuvudort)
Alcocer de Planes är en kommunhuvudort i Spanien.   Den ligger i provinsen Provincia de Alicante och regionen Valencia, i den östra delen av landet, 300 km sydost om huvudstaden Madrid. Alcocer de Planes ligger 354 meter över havet och antalet invånare är 189.
Terrängen runt Alcocer de Planes är varierad.Runt Alcocer de Planes är det glesbefolkat, med 20 invånare per kvadratkilometer. Närmaste större samhälle är Alcoy, 11,7 km sydväst om Alcocer de Planes. Trakten runt Alcocer de Planes består till största delen av jordbruksmark.